# خواكين دي لوس سانتوس مولينا
خواكين دي لوس سانتوس مولينا هو سياسي مكسيكي، ولد في 23 نوفمبر 1963 في ولاية واهاكا في المكسيك. نشط حزبياً في حزب الثورة الديمقراطية. وقد انتخب عضو مجلس النواب المكسيك ‏.